# 부산 폭포사 묘법연화경
폭포사 묘법연화경(瀑布寺 妙法蓮華經)은 부산광역시 해운대구, 폭포사에 있는 조선시대의 불경이다. 2013년 10월 23일 부산광역시의 유형문화재 제129호로 지정되었다.

## 개요
1477년(성종 8)에 서평군 한계희(西平君 韓繼喜) 일족이 발원하여 고산 불명산 화암사(高山 佛明山 花岩寺)에서 간행한 책으로, 1443년(세종 25)에 화암사에서 개판(開板)했던 판본을 번각(飜刻)한 것이다. 4권 1책으로 오침안정법의 선장으로 장정되었으며, 표지는 후대에 개장되었다.
폭포사 소장 《묘법연화경》은 1477년에 간행된 오래된 판본이다. 7권 2책 중 4권1책만 남아 있지만, 전반적으로 보아 보존 상태가 꽤 좋은 편이다. 그리고 권4·5·7의 말에 있는 시주질들, 권7의 말에 있는 성달생의 발문, 연화질, 간기 등의 기록들은 서지학, 인쇄사, 불교학 등의 연구에 귀중한 자료이다.

## 같이 보기
- 폭포사

## 참고 자료
- 부산 폭포사 묘법연화경 - 국가유산청 국가유산포털